# Metioche pallidinervis
Metioche pallidinervis är en insektsart som beskrevs av Lucien Chopard 1928. Metioche pallidinervis ingår i släktet Metioche och familjen syrsor. Inga underarter finns listade i Catalogue of Life.